# Bruno Goedicke
Bruno Goedicke (* 19. September 1879 in Plön; † 2. März 1971 in Unterschleißheim-Lohhof) war ein deutscher Offizier, zuletzt SS-Brigadeführer und Generalmajor der Waffen-SS im Zweiten Weltkrieg.

## Werdegang
Goedicke wurde als Sohn des Generalarztes und Korpsarztes des XVII. Armee-Korps Gustav Goedicke (* 27. Januar 1844 in Posen, 13. Mai 1901) geboren. Er studierte an der Universität Grenoble Sprachen. Er trat als Fahnenjunker 1898 in das Infanterie-Regiment „Kaiser Wilhelm“ (2. Großherzoglich Hessisches) Nr. 116 ein und besuchte 1899/1900 die Kriegsschule Danzig. Am 22. Mai 1900 erfolgte die Beförderung zum Leutnant (Ll). Im April 1906 wurde Goedicke zum Feldartillerie-Regiment „Prinzregent Luitpold von Bayern“ (Magdeburgisches) Nr. 4 kommandiert und am 27. Januar 1910 zum Oberleutnant befördert. Von 1909 bis 1912 besuchte er die Kriegsakademie und wurde im Juli 1912 zum Oberleutnant der Landwehr. Ab 1912 war er 2. Generalsekretär bei der Bundesleitung des Kyffhäuserbundes. Am Ersten Weltkrieg nahm er als Soldat mit dem 1. Ostpreußischen Feldartillerie-Regiment Nr. 16 und dem Feldartillerie-Regiment 250 teil.
Von 1927 bis 1942 gehörte er als Abteilungsleiter der Reichsleitung des Reichskriegerbundes an. Er war von 1930 bis 1933 Mitglied in der paramilitärischen Organisation Stahlhelm und wurde 1934 Mitglied der Sturmabteilung.
Er trat zum 1. Mai 1933 der NSDAP bei (Mitgliedsnummer 2.585.288), am 31. Januar 1936 der SS (SS-Nummer 276.066) und war vom 30. Januar 1936 bis zum 9. November 1938 dem Stab des SS-Personalhauptamtes zugeordnet. Vom 9. November 1938 bis zum 9. November 1942 war er dem Stab Reichsführer-SS zugeordnet. Vom 12. August 1941 bis zum 1. März 1943 war er Kommandeur des SS-Artillerie-Ersatz-Regiments. Vom 1. März 1943 bis zum 8. Mai 1945 war er der SS-Standortkommandeur Wien.

## Beförderungen

### In der Kaiserlichen Armee / Reichswehr
- 22. Mai 1900: Leutnant
- 27. Januar 1910: Oberleutnant
- 1918: Hauptmann
- 1919: Major

### In der SS
- 30. Januar 1936: SS-Sturmbannführer[3]
- 30. Januar 1937: SS-Obersturmbannführer[3]
- 20. April 1937: SS-Standartenführer[3]
- 9. November 1938: SS-Oberführer
- 20. April 1941: SS-Brigadeführer
- 12. August 1941: SS-Oberführer d. R.
- 9. November 1942: SS-Brigadeführer und Generalmajor der Waffen-SS

## Familie
Goedicke war Protestant und seit dem 21. August 1912 mit Dorothy Letts (* 12. März 1889 in Hoboken (New Jersey), USA; † unbekannt) verheiratet; mit seiner Frau hatte er drei Töchter (* 31. Juli 1913; * 13. August 1915; * 31. Oktober 1916). Seine Frau war ebenfalls streng nationalsozialistisch eingestellt (NSDAP-Nr. 1.363.737 / NSV-Nr. 1.739.033) und Mitglied des Lebensborn e. V.

## Auszeichnungen
- WK I: Eisernes Kreuz II. Klasse[3]
- WK I: Eisernes Kreuz I. Klasse[3]
- WK I: Landesorden – Preußen[3]
- WK I: Verwundetenabzeichen in Schwarz[3]
- 1934: Ehrenkreuz für Frontkämpfer – mit Schwertern[3]
- WK II: Kriegsverdienstkreuz II. Klasse mit Schwertern
- WK II: Kriegsverdienstkreuz I. Klasse mit Schwertern
- Ehrendegen Reichsführer SS
- SS-Ehrenring (SS-Totenkopfring)
- SS-Julleuchter